# Trio per a piano núm. 4 (Beethoven)
El Trio per a piano núm. 4, en si bemoll major, Op. 11, de Ludwig van Beethoven, anomenat Gassenhauer, és un trio per a piano, clarinet i violoncel (o piano, violí i violoncel) compost l'any 1797 i publicat l'any 1798. Està dedicat a la comtessa Maria Whilhelmine von Thun, protectora de Beethoven a Viena.
El sobrenom Gassenhauer va sorgir a partir del tema del tercer moviment que pertany a una obra popular en aquell temps L'amor marinaro ossia Il corsaro de Wiener Hoftheater (15 d'octubre de 1797) de Joseph Weigl. Aquesta particular melodia, "Pria ch'io l'impegno", era tan popular que es podia escoltar en molts dels carrerons de Viena ("Gasse" en alemany). Un "Gassenhauer" fa referència a una melodia (normalment senzilla) que moltes persones (en els "Gassen") han fet seva i la canten o xiulen. La melodia com a tal s'ha tornat independent del seu origen compositiu.
Daniel Steibelt, un gran virtuós de l'època, va jutjar amb condescendència la part per a piano d'aquest trio que trobava massa fàcil. Beethoven, molest per aquesta observació, hauria improvisat mostrant a Steibelt un gran domini, fet pel qual Steibelt va abandonar la sala i va rebutjar des d'aquell moment de veure Beethoven.
El trio consta de tres moviments i la seva execució dura aproximadament 19 minuts :
1. Allegro con brio
2. Adagio
3. Tema i variacions (sobre el tema de Pria ch'io l'impegno)